# Sibuni
Sibuni ist ein osttimoresischer Suco im Verwaltungsamt Bobonaro (Gemeinde Bobonaro).

## Geographie
Sibuni liegt im Süden des Verwaltungsamts Bobonaro. Im Westen grenzt es an den Suco Leber, im Norden an den Suco Ai-Assa, im Osten an den Suco Lour und im Süden an den Suco Molop. Entlang der Westgrenze fließt der Loumea. Der Berg Mapeop (1235 m, Lage) nah der Nordwestgrenze, ist der höchste Berg des Sucos. Sibuni hat eine Fläche von 13,21 km² und teilt sich in die drei Aldeias Holmesel, Mapeop und Sibuni.
Mit Sibuni, Mapeop und Holmesel hat jede Aldeia ihren eigenen Hauptort, in dem sich jeweils eine Grundschule befindet. Sibuni, mit dem Sitz des Sucos, hat zudem ein Hospital und, wie Holmesel, eine Kapelle. Östlich von Sibuni steht eine Sendeanlage der Timor Telecom.

## Einwohner

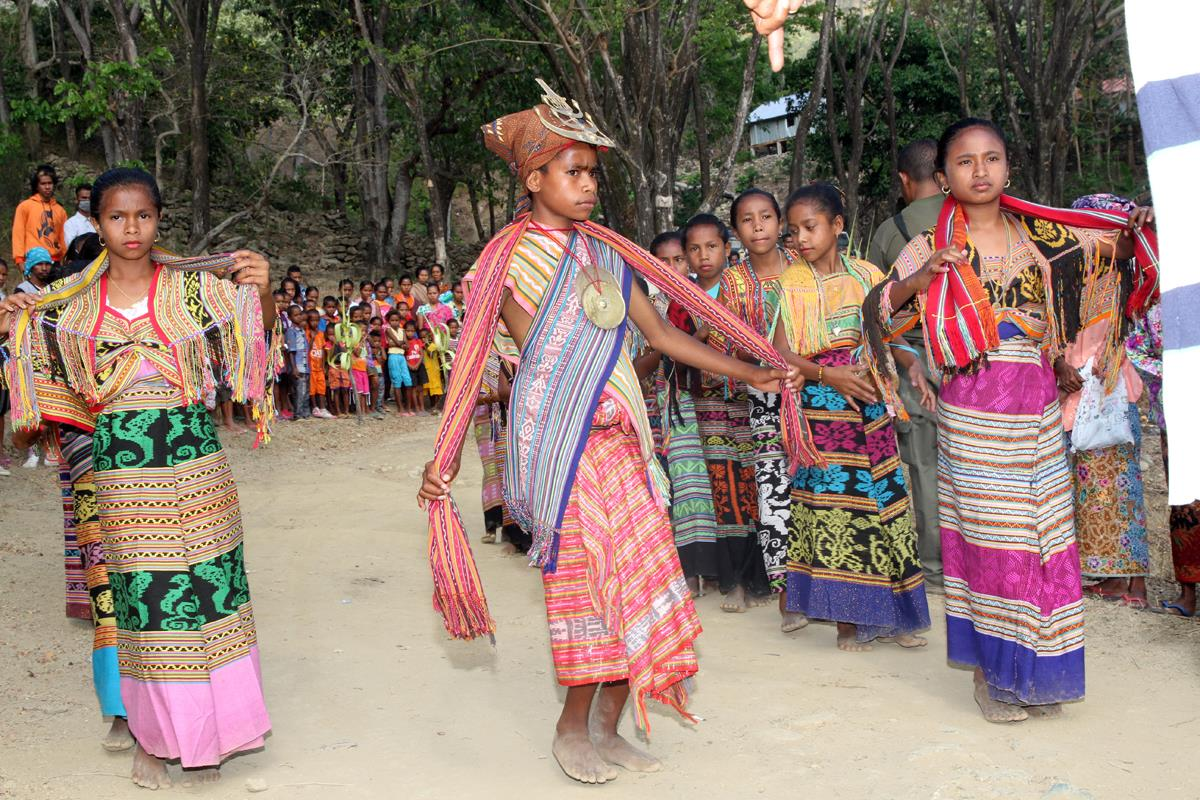
Kinder führen einen traditionellen Tanz auf (2015)

Im Suco leben 918 Einwohner (2022), davon sind 471 Männer und 447 Frauen. Im Suco gibt es 179 Haushalte. Über 95 % der Einwohner geben Bunak als ihre Muttersprache an. Kleine Minderheiten sprechen Tetum Prasa oder Tetum Terik.

## Politik

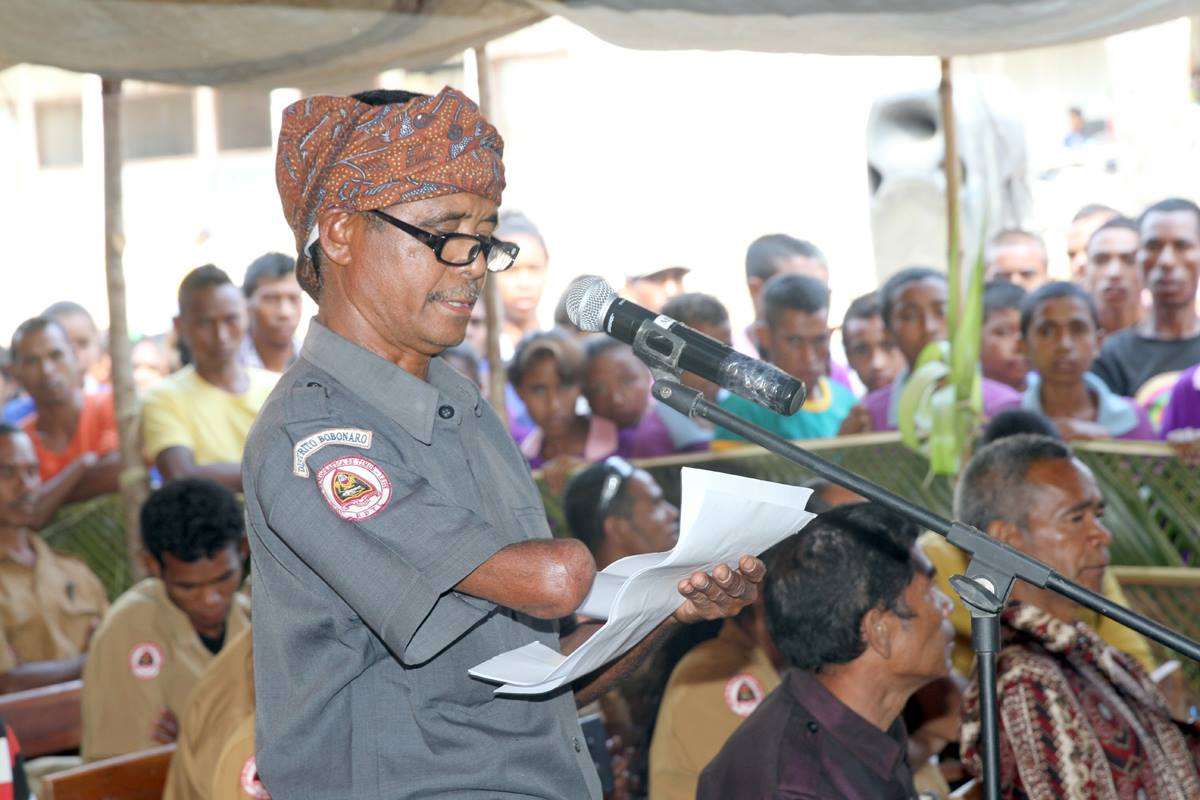
Feliciano Bere Laca Maia (2015)

Bei den Wahlen von 2004/2005 wurde Simão de Jesus zum Chefe de Suco gewählt. Bei den Wahlen 2009 gewann Feliciano Bere Laca Maia, 2016 João da Cruz Lopes und 2023 Angelo de Jesus.